# Gmina Đurđenovac
Gmina Đurđenovac (chorw. Općina Đurđenovac) – gmina w Chorwacji, w żupanii osijecko-barańskiej.

## Miejscowości i liczba mieszkańców (2011)
- Beljevina - 712
- Bokšić - 433
- Bokšić Lug - 259
- Đurđenovac - 2944
- Gabrilovac - 63
- Klokočevci - 428
- Krčevina - 115
- Ličko Novo Selo - 96
- Lipine - 68
- Našičko Novo Selo - 344
- Pribiševci - 390
- Sušine - 278
- Šaptinovci - 543
- Teodorovac - 77